# 梁岩峰
梁岩峰（1987年4月18日—），是一名中国足球运动员，司职中场，现效力于中国足球超级联赛球队贵州恒丰智诚。

## 俱乐部生涯
梁岩峰自幼加盟家乡球队沈阳金德青训体系，在2007年随沈阳金德南迁长沙，并被提升进入长沙金德一线队。2007年10月4日，他在长沙金德客场0比2不敌上海申花的比赛中首发出场，第一次在职业联赛亮相。
在职业生涯的早期，梁岩峰出场次数并不多，直到2010赛季下半段才开始获得稳定的出场机会。赛季结束后长沙金德联赛排名垫底降级，球队被转卖到深圳成立深圳凤凰足球俱乐部参加2011赛季中甲联赛，队中大批球员离队，但梁岩峰选择留守。
2011年5月5日，他在2011年中国足协杯第一轮深圳凤凰主场3比0击败沈阳东进的比赛中利用任意球破门，打进职业生涯的首个进球。赛季中，深圳凤凰又被转卖到广州成立广州富力足球俱乐部，并最终以联赛亚军的成绩重返中超，梁岩峰在这个赛季中出场15次，其中6次首发。
2013年7月，他被租借到中国足球乙级联赛球队沈阳东进半个赛季。2014年，回归广州富力的梁岩峰没有进入一线队名单，只能参加预备队联赛。
2014年7月，梁岩峰与高久龙一同被租借到中国足球乙级联赛球队南京钱宝半个赛季。